# Acanthiza chrysorrhoa
La acantiza culigualda (Acanthiza chrysorrhoa) es una especie de ave Passeriformes, de la familia Pardalotidae, perteneciente al género Acanthiza. Es un ave que habita en Australia.

## Subespecies
- Acanthiza chrysorrhoa addenda
- Acanthiza chrysorrhoa chrysorrhoa
- Acanthiza chrysorrhoa ferdinandi
- Acanthiza chrysorrhoa leachi
- Acanthiza chrysorrhoa leighi
- Acanthiza chrysorrhoa multi
- Acanthiza chrysorrhoa normantoni
- Acanthiza chrysorrhoa pallida
- Acanthiza chrysorrhoa sandilandi
- Acanthiza chrysorrhoa sandlandi